# Black Project
Black Project (dt.: Schwarzes Projekt) ist ein umgangssprachlicher Begriff für ein streng geheimes Projekt. Geprägt wurde dieser Begriff durch geheime Rüstungsprojekte der US Air Force. Der Begriff wird auch heute noch eng mit den geheimen Rüstungsschmieden Phantom Works (Boeing) und Skunk Works (Lockheed Martin) in Verbindung gebracht. Trotz der hohen Geheimhaltung werden Projekte oder einzelne Details manchmal durch Zufall oder Fehler bei der Geheimhaltung bekannt. Viele der Projekte existieren nur als Konzeptstudien oder gehen nicht über das Prototypenstadium hinaus.
Der Begriff findet für Projekte Verwendung, die entweder durch staatliche Stellen oder auch firmenintern als streng geheim eingestuft werden. Obwohl der Begriff Black Project auch heute noch hauptsächlich in der amerikanischen Militärluftfahrt anzutreffen ist, breitet sich dieser Begriff immer weiter auf andere Staaten, Firmen und Branchen aus. Die Bezeichnung skunk works wurde auch zu einem allgemeinen Begriff für Projekte, die firmenintern ohne Wissen der Unternehmensleitung durchgeführt werden.
Folgende bekannte Projekte wurden unter anderem als Black Project entwickelt:
- Northrop B-2
- McDonnell Douglas Bird of Prey
- Lockheed F-117
- Lockheed U-2
- Lockheed Martin RQ-170
- Sea Shadow (IX-529)
- Lockheed Martin RQ-3
- Lockheed D-21

Die Arbeit entsprechender Entwicklungsunternehmen ist häufig Gegenstand von Spekulationen und Verschwörungstheorien. Projekte werden meist erst nach vielen Jahren der Öffentlichkeit bekannt. Ein ähnliches Phänomen aus dem Militär- und Geheimdienst-Bereich sind „Black Operations“ oder „Black Ops“. Damit werden verdeckte Operationen bezeichnet, die besonders strenger Geheimhaltung unterliegen.

## Black Budget
Finanziert werden solche Projekte oft aus einem klassifizierten Budget. Im Rahmen der Veröffentlichungen durch Edward Snowden wurden im Jahr 2013 auch schwarze Budgets einiger US-amerikanischer Nachrichtendienste publik.